# ビロウドツリアブ
ビロウドツリアブ（ビロウド吊虻、学名：Bombylius major Linnaeus, 1858）は、ハエ目ツリアブ科Bombylius属に分類される昆虫の1種。

## 特徴
全長7-11 mm。3月から6月にかけて、吸蜜のためにホバリングしている様子が見かけられる。幼虫はヒメハナバチ類の幼虫に寄生する。

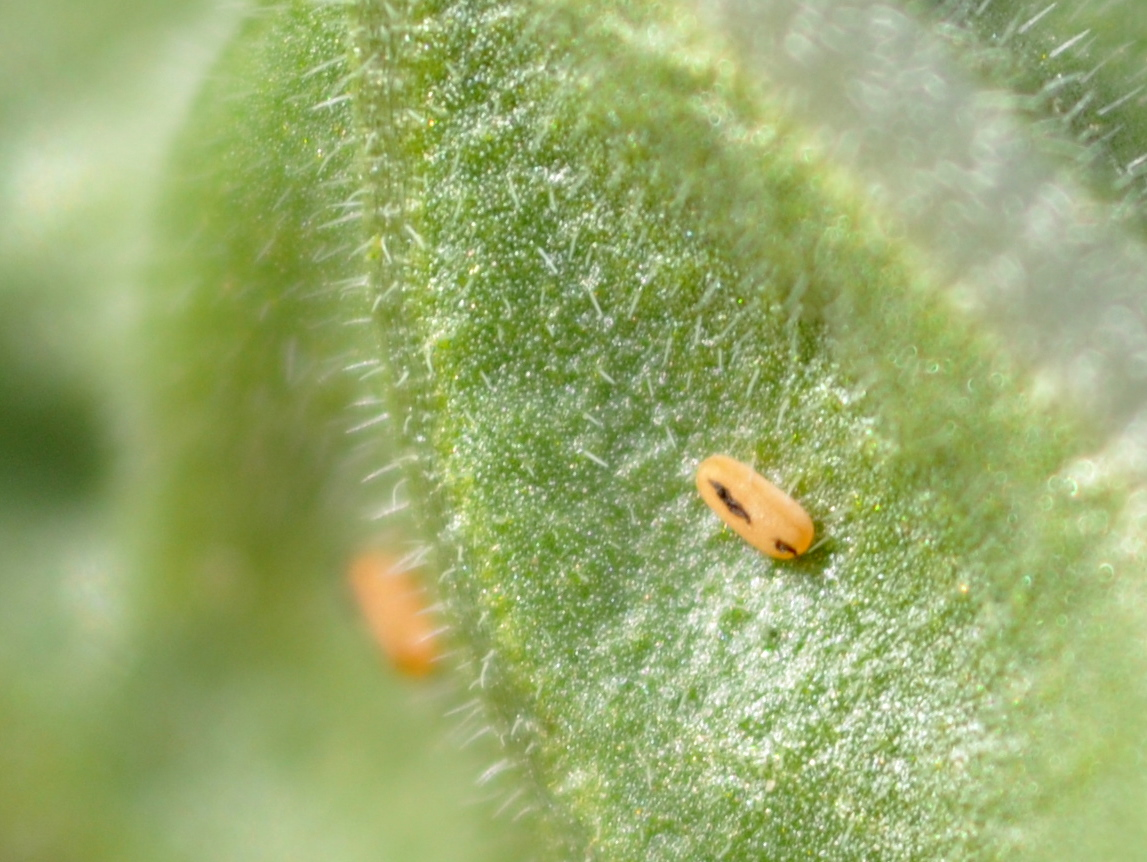
卵
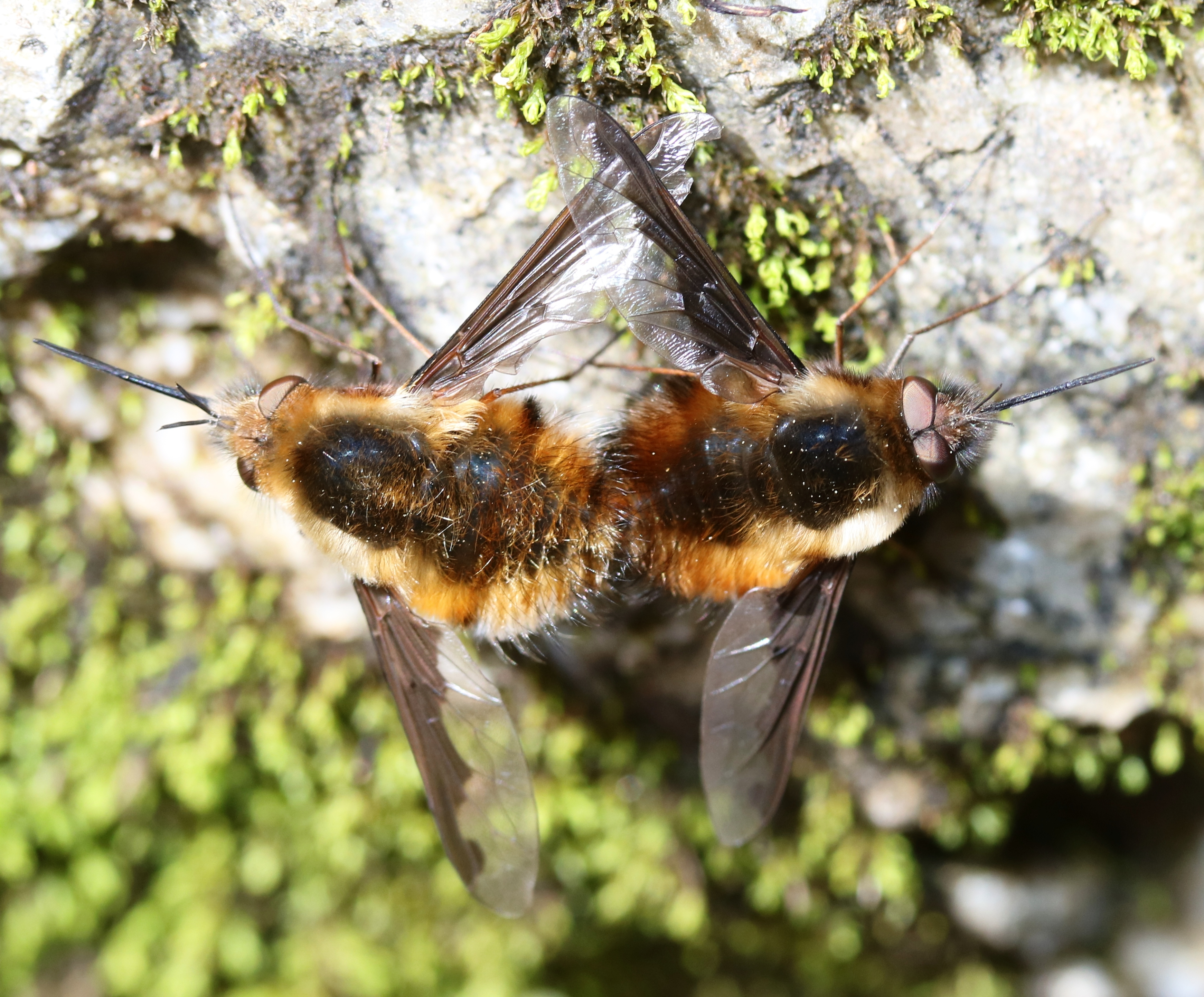
交尾中のビロウドツリアブ

昆虫の中でもとりわけ長い口を持ち、非常に長い距のナガハシスミレなどに吸蜜に訪れる。

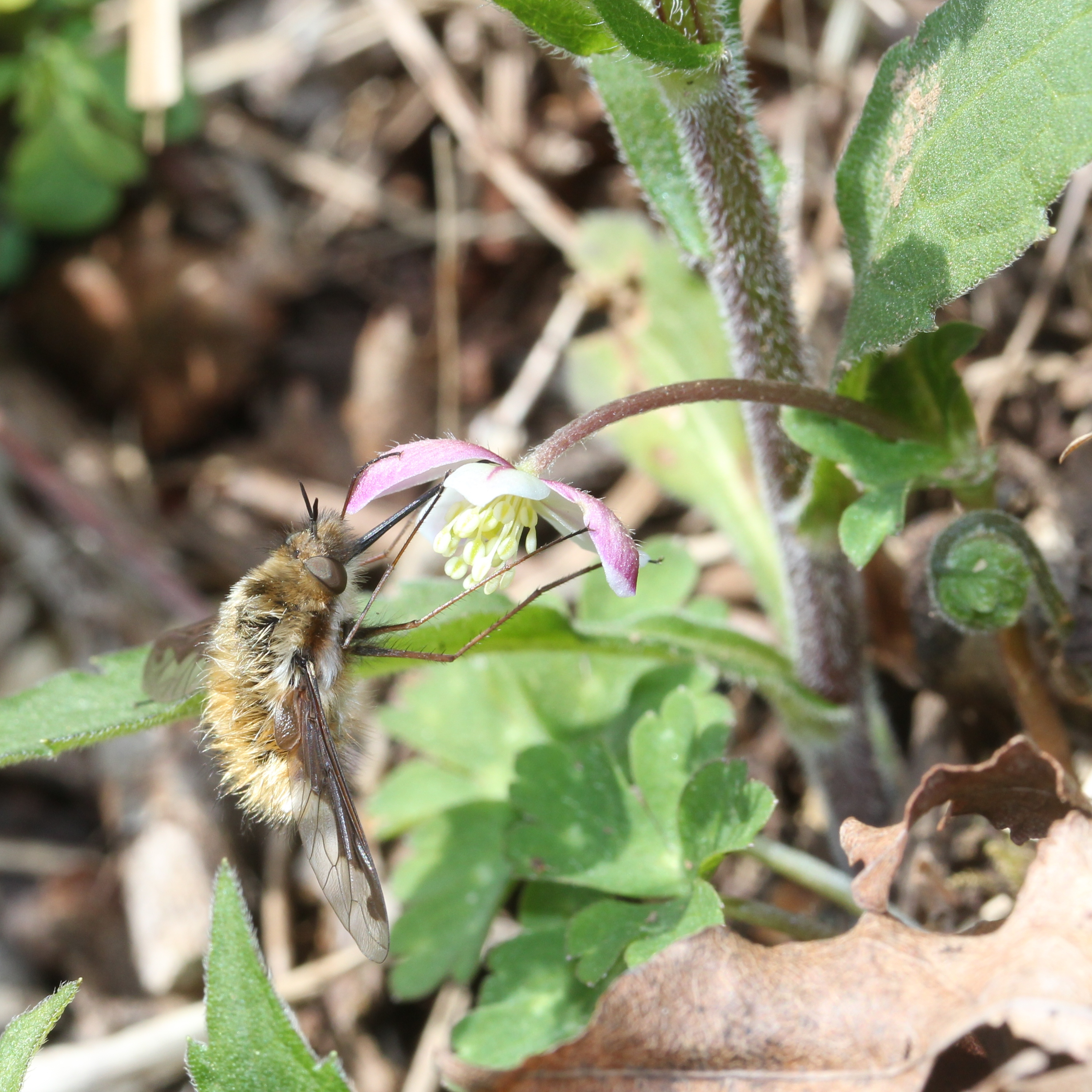
ニリンソウを吸蜜中のビロウドツリアブ
- ビロウドツリアブ

## 分布と生育環境
ヨーロッパ、アジア、北アメリカの温帯の地域に分布する。
日本では、北海道、本州、四国、九州に分布する。平地から亜高山帯にかけて普通に見られる種。